# وام!
وام (بالإنجليزية: !Wham)‏ هي فرقة غنائية بريطانية لموسيقى البوب تأسست في أوائل الثمانينات عام 1981 وتتألف من عضوين هما جورج مايكل وأندرو ريدجيلي.انفصل افراد الفريق في عام 1986م .
من أشهر أغانى الفريق: 1983 Club Tropicana,Young Guns
1984 Wake Me Up Before You Go-Go,Everything She Wants,Fredoom,Careless Whisper
1986 The Edges Of Heaven,Different Corner

## روابط خارجية
- وام! على موقع IMDb (الإنجليزية)
- وام! على موقع ميتاكريتيك (الإنجليزية)
- وام! على موقع روتن توميتوز (الإنجليزية)
- وام! على موقع ميوزك برينز (الإنجليزية)
- وام! على موقع رولينغ ستون (الإنجليزية)
- وام! على موقع أول موفي (الإنجليزية)
- وام! على موقع أول ميوزيك (الإنجليزية)
- وام! على موقع ديسكوغز (الإنجليزية)